# Lineatopsallus
Lineatopsallus is een geslacht van wantsen uit de familie van de Miridae (Blindwantsen). Het geslacht werd voor het eerst wetenschappelijk beschreven door Henry in 1991.

## Soorten
Het genus bevat de volgende soorten:

- Lineatopsallus biguttulatus (Uhler, 1894)
- Lineatopsallus slateri (T. Henry, 1991)